# Natuurpark Defileul Mureșului Superior

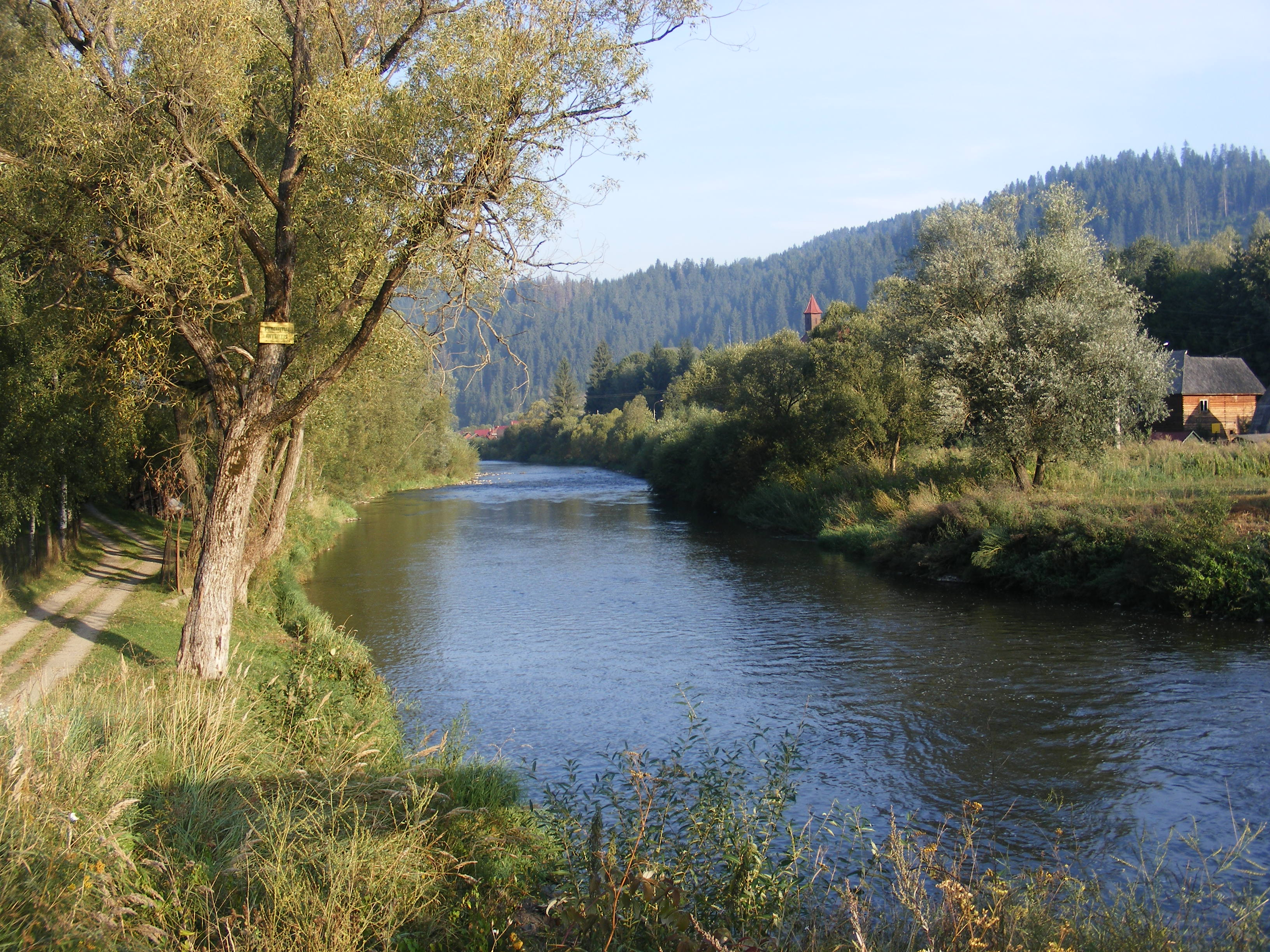

Natuurpark Defileul Mureșului Superior (Roemeens: Parcul natural  Defileul Mureșului Superior) is een natuurpark in Roemenië. Het park is 9156 hectare groot en werd opgericht in 2007. Het natuurpark omvat de bovenloop van de Mureș met kloven en bossen.